# Alterf
Alterf eller Lambda Leonis ( λ Leonis, förkortat Lamdba Leo, λ Leo) som är stjärnans Bayerbeteckning, är en stjärna belägen i den västra delen av stjärnbilden Lejonet. Den har en skenbar magnitud på 4,32 och är synlig för blotta ögat. Baserat på parallaxmätning inom Hipparcosuppdraget på ca 9,9 mas, beräknas den befinna sig på ett avstånd av ca 330 ljusår (101 parsek) från solen.

## Nomenklatur
Lambda Leonis har det traditionella namnet Alterf, som kommer från det arabiska stjärnan aṭ-ṭarf  "utsikten (av lejonet)". Den var, tillsammans med ξ Cnc, på persiska Nahn, "Nosen" och på koptiska Piautos, "Ögat", båda månasterismer.
År 2016 organiserade Internationella astronomiska unionen en arbetsgrupp för stjärnnamn (WGSN) med uppgift att katalogisera och standardisera riktiga namn för stjärnor. WGSN godkände namnet Alterf för denna stjärna den 1 februari 2017, vilket nu är inskrivet i IAU:s Catalog of Star Names.

## Egenskaper
Alterf är en orange till röd jättestjärna av spektralklass K4.5 III. Den har en radie som är 45 gångern större än solens radie. Den utsänder från dess fotosfär 472 gånger mer energi än solen vid en effektiv temperatur på 3 900 K. Den är en misstänkt variabel stjärna med ett rapporterat magnitudintervall på 4,28-4,34.